# Marina Pizziolo
Marina Pizziolo (Milano, 1960) è una storica dell'arte e critica d'arte italiana.

## Biografia
È attiva come curatrice di mostre e autrice di monografie, in particolare incentrate sul movimento di Corrente e sui pittori a esso legati, come Ernesto Treccani, Aligi Sassu ed Ennio Morlotti. È stata membro del comitato scientifico della Fondazione Corrente e direttrice del Museo Treccani. Nel 1998 ha istituito gli Archivi di Corrente, che tuttora dirige.

## Principali mostre curate
- Le ragioni della libertà. A cinquant'anni dalla Resistenza (con Mario De Micheli e Marco De Michelis), Milano, Palazzo della Triennale, 1995.
- Corrente. Opere su carta 1938-1945, Milano Fondazione Corrente, 1998.
- Corrente e oltre. Opere dalla collezione Stellatelli. 1930-1990, Milano, Museo della Permanente, 1998.
- Carmassi. Opere recenti (con Bernard Manciet), Firenze, Palazzo Vecchio, 1999.
- Aligi Sassu. Antologica 1927-1999, Firenze, Palazzo Strozzi, 1999.
- Ernesto Treccani e il movimento di Corrente, Busto Arsizio, Fondazione Bandera, 2003.
- Dino Lanaro e gli artisti di Corrente, Roma, Castel Sant'Angelo, 2004.
- Il cenacolo verde. Cassinari, Migneco, Morlotti, Sassu, Treccani in Brianza, Besana in Brianza, Villa Filippini, 2005.
- Corrente. Le parole della vita, Palazzo Reale, Milano, 2008.

## Principali libri pubblicati
- Artéfici, non artefìci. Arte russa contemporanea, Bergamo, Proserpia, 1991.
- Donato Frisia. L'invenzione del vero, Bergamo, Bolis, 1992, ISBN 978-8878270336.
- Di-segno opposto. Opere su carta di Ennio Morlotti, Milano, Fondazione Corrente, 1994.

- Opere d'arte della città di Lugano. Fondazione Aligi Sassu, con Rudy Chiappini, Milano, Skira, 1997.
- La Milano dei Brambilla e di Buzzati. Tre amici nel naufragio dei giorni, Milano, Gallone, 1998, ISBN 978-8882170417.
- Corrente e oltre. Opere dalla collezione Stellatelli 1930-1990, con Vittorio Fagone e Antonio Stellatelli, Milano, Charta, 1998, ISBN 978-8881581825.
- Giovanni Paganin sculture 1940-1985, Milano, Skira, 1999.
- Carmassi. Opere recenti, con Jean-Marie Drot e Bernard Manciet, Firenze, Il Ponte, 1999.
- Aligi Sassu. Antologica 1927-1999, Milano, Skira, 1999, ISBN 978-8881185870.
- Ernesto Treccani e il movimento di Corrente, Milano, Skira, 2003, ISBN 978-8884916792.
- Sergio Orlando. Tra pittura e poesia, Milano, Mazzotta, 2004, ISBN 978-8820216665.
- Dino Lanaro e gli artisti di Corrente, con Claudio Strinati, Milano, Mazzotta, 2004, ISBN 978-8820217105.
- Il corpo e l'anima. Federico Guida e Paolo Schmidlin, Milano, Skira, 2004, ISBN 978-8876242120.
- Roberto Coda Zabetta - Giovanni Manfredini. Viaggio al termine della notte, Milano, Skira, 2005.
- Il cenacolo verde. Cassinari, Migneco, Morlotti, Sassu, Treccani in Brianza, Missaglia, Bellavite, 2005.
- Arturo Carmassi. 1980-2005, con Antonio Vanni, Terni, Luciano Vanni Editore, 2005.
- Ettore de Conciliis. Opere 1979-2005, Milano, Skira, 2005.
- Corrente. Le parole della vita 1930-1945, Milano, Skira, 2008, ISBN 978-8861308886.
- Migneco europeo, con Lucio Barbera e Anna Maria Ruta, Milano, Silvana editoriale, 2009, ISBN 9788836614615.
- Il parco della pace. Ettore de Conciliis, con Fulco Pratesi, Roma, Consiglio Regionale del Lazio, 2009.
- Zhang Dali. Il sogno proibito della nuova Cina, con Romano Ravasio, Torino, Argo, 2011.
- Ettore de Conciliis pittore. La natura e la pace, con Tahar Ben Jelloun, Roma, Il Cigno, 2011.
- The Indian Renaissance. A research project on the new frontiers of art, con Romano Ravasio, Savigliano, L'Artistica, 2012.
- This is not propaganda. Arte contemporanea italiana. Collezione Antonio Stellatelli, con Romano Ravasio, Savigliano, L'Artistica, 2013.